# Scacchi e strategie aziendali
Scacchi e strategie aziendali è un saggio di Luca Desiata, pubblicato nel 2012, che utilizza la metafora del gioco degli scacchi per illustrare i meccanismi delle strategie d'impresa.

## Contenuti
Il libro è strutturato in 8 capitoli, raggruppati in due macroaree
1.Formulazioni della strategia
- Introduzione
- Pensiero strategico
- Teoria delle decisioni

2.Implementazione della strategia
- Pianificazione strategica
- Risk management
- Teoria delle negoziazioni
- Leadership

## Accademia
L’autore ha proposto i contenuti di Scacchi e Strategie aziendali sia presso la Luiss Business school  
che presso il MIP, la Business school del Politecnico di Milano . Altri interventi sono stati organizzati presso ESCP Business School  e John Cabot University 

## Edizioni
Il libro è stato pubblicato in tre lingue (italiano, francese e inglese)  con i seguenti titoli:
- Scacchi e strategie aziendali, in collaborazione con Rocco Sabelli e  Anatolij Karpov. Pubblicato da Hoepli nel 2012 [5]
- Jeu d'échecs et stratégie d'entreprise, in collaborazione con Bachar Kouatly e Jean- Marc Pailhol. Pubblicato da Dicoland nel 2015 [6] [7].
- Chess and Corporate Strategy , in collaborazione con Anatolij Karpov. Pubblicato da Routledge nel 2025 [8]